# بخش پوچینکوفسکی، استان اسمولنسک
بخش پوچینکوفسکی (به لاتین: Pochinkovsky District) یک منطقهٔ مسکونی در روسیه است که در استان اسمولنسک واقع شده‌است.